# メキシコ・アミーゴス・ブラック
メキシコ・アミーゴス・ブラックは全日本プロレスで活動していたプロレスユニットである。メンバーは全員メキシコ人であるが、日本語はペラペラでとてもメキシコ人とは思えない容姿であるのが特徴である。結成時の名前は「メキシコ・アミーゴス」であった。

## 略歴
2007年2月に全日本のジュニアの主力選手である、TAKAみちのく、カズ・ハヤシ、NOSAWA論外が無期限の欠場となり、メキシコに遠征した。しかしその直後に謎のメキシコ人レスラー、ペペ・みちのく、ミゲル・ハヤシJr、エル・ノサワ・メンドーサの3人組が全日本に参戦してきた。陽気なアミーゴスの3人組はこれぞ本場のルチャを披露する等、たちまち人気者になる。
同年7月にはメンドーサが夏休みでメキシコに里帰りした代わりに、荒谷望誉似のマスクマンが加入したが、メンバーからは常に無視されている。7月シリーズの最終戦ではライバルのサムライジャパンのTANAKAがミゲルのバッグを控え室から勝手に盗み、中に入っていた運転免許証をリング上で披露しようとする。幸いそれはミゲルが阻止したが、アミーゴスはこの行動に激怒し同年8月26日両国国技館大会で両チームの解散マッチが行われ、アミーゴスが勝利し解散は免れた。
9月シリーズにはメンドーサが三冠ヘビー級王座から陥落した鈴木みのるとの試合に勝って、鈴木をアミーゴスに勧誘しようとしたが失敗。そしてペペはメキシコ・アミーゴスを解散すると発表するも、『メキシコ・アミーゴス・ブラック』と名を改めて活動すると発表する。翌日の水戸大会ではコスチュームを黒に統一し、ヒール転向を宣言。その後のシリーズでも鈴木をアミーゴスに勧誘したが、結局ダメだった。
その一方でアミーゴスのライバルのサムライ・ジャパンは名前を『サムライ・ニュージャパン』に名前を変え、新メンバーAKIYOSHIも加入するなど絶好調なのに対し、アミーゴスは絶不調とジャパン軍に押されぎみ。しかし10月18日代々木大会でペペ曰く『負けたら即パスポート公開マッチ』と名付けられたジャパン軍との最終決戦でなんとかアミーゴスが逆転勝利。ジャパン軍を今度こそ解散に追い込んだ。
12月9日の大阪大会で試合を終えたばかりの鈴木みのるにアミーゴス・ブラックの面々が懲りずにまた勧誘。いつものように断られるかと思いきや、なんと鈴木がこれを承諾し、鈴木のアミーゴス入りが決まった。そして12月16日の後楽園大会で鈴木が『レイ・ミノール』として登場。しかし試合ではアミーゴスの面々がわざとと思える再三の誤爆攻撃にマジギレしてしまい、鈴木は試合中にもかかわらず金色のロングタイツからいつもの黒タイツに戻すと、試合に勝ったアミーゴスの面々を正座させてリング上で説教し、鈴木はメンドーサことNOSAWA論外を拉致。鈴木に正体を暴かれたペペことTAKAみちのくとミゲルことカズ・ハヤシは『来年からいつもの名前に戻る』と遂に解散することを発表。最後は観客と最後の「ビバ・メヒコ！」と絶叫した。

## メンバー
ペペ・みちのく
アミーゴスのリーダー格。来日当初から日本語が上手で試合前のMCでも日本人顔負けの日本語を軽々と話す。母はミゲルの異母兄弟と言う複雑な家庭。時々なぜかTAKAみちのくが代表を務めているKAIENTAI-DOJOの宣伝をしている。
ミゲル・ハヤシJr.
ペペ曰く『メキシコ一のイケメンレスラー』。かつてメキシコで活躍していた有名選手の息子。初登場の時はまったく日本語が話せなかったが、今では日本語ペラペラ。
エル・ノサワ・メンドーサ
ペペ曰く『影のアミーゴスの支配者』。なぜか鈴木みのるを怖がっている。
アラヤーダ（エル・イホ・デ・アラヤーダ・セグンド、エル・グラン・アラヤーダ、エル・なんとか・かんとか・アラヤーダ・セグンド、エル・なんでもいいですよ・アラヤーダ・セグンド）
2007年7月、メンドーサが夏休みを取りメキシコに里帰りした代わりに加入してきた荒谷望誉に似ているマスクマン。体型だけではなくて、やる気の無い表情やコーナーへのラリアット失敗など荒谷そっくり。やけに小さいアミーゴスTシャツを着ている。顔が大きいせいか、マスクがすぐに外れるときがある。基本的には常にメンバーから無視されている。メンバーからは『使えない』と酷評されている。
レイ・ミノール
スカウトに成功して軍団に引き入れるも、初登場時に結局正体を明かしグループ解散へと導いた。

## その他
- 試合前にはオープニングのMCを勤めている。全日本のオープニングと言えばかつてTAKAみちのく率いるRO&Dが勤めていたが、アミーゴスが引き継いだ形となっている。締めはペペがお客さんと一緒に『メキシコー、アミーゴス！ビバ』と言うとお客さんは『メヒコ〜！』と言うのがお約束。
- 身長、体重はアラヤーダ以外は不明となっている。
- 『メキシコ・アミーゴス・ブラック』になってからは、3人ともコスチュームが黒を中心にしたものに変わった。また入場時には黒のマスクをしながら登場する（アラヤーダだけはなぜかピンクのマスクを着けている）。
- 一応ヒールのユニットと言うことなので3人はブーイングを望んでおり観客もブーイングを飛ばす。ペペ曰く『俺たちはブーイングがエネルギーなんだ』と言うことらしい。

| サブスタブ | この項目は、まだ閲覧者の調べものの参照としては役立たない、書きかけの項目です。この項目を加筆・訂正などしてくださる協力者を求めています。このテンプレートは分野別のサブスタブテンプレートやスタブテンプレート（Wikipedia:分野別のスタブテンプレート参照）に変更することが望まれています。 |